# With Stonewall Jackson
With Stonewall Jackson è un cortometraggio muto del 1911. Il nome del regista non viene riportato nei credit del film prodotto dalla Champion Film Company di Mark M. Dintenfass.
Il soggetto del film riprende la figura di Stonewall Jackson che, durante la guerra di secessione, fu un generale confederato e uno dei militari più conosciuti dell'esercito sudista dopo il generale Robert E. Lee.

## Produzione
Il film fu prodotto dalla Champion Film Company, una compagnia indipendente che Dintenfass aveva fondato nel 1909, stabilendone gli studi a Fort Lee, nel New Jersey.

## Distribuzione
Distribuito dalla Motion Picture Distributors and Sales Company, il film - un cortometraggio di una bobina - uscì nelle sale cinematografiche USA il 17 aprile 1911.